# Hyperfrontia
Hyperfrontia là một chi bướm đêm thuộc họ Noctuidae.